# Landvegur
Der Landvegur ist eine Nebenstraße im Süden von Island.
Sie verbindet die Ringstraße mit südlichen Sprengisandur-Piste.
Die Straße mit der Nummer  zweigt von der Ringstraße zwischen Selfoss und Hella in Richtung Ostnordost ab.
Sie ist 63 km lang und die ersten 49 km bis zur Landmannaleið sind asphaltiert.
Der Landvegur verläuft südlich der Þjórsá und hat im unteren Abschnitt einige Nebenstraßen zu den umliegenden Höfen.
Im Osten endet er, wo er auf den Þjórsárdalsvegur  trifft.
Der weitere Verlauf trägt zwar die Nummer 26, heißt dann aber Sprengisandsleið.